# Cyrtandra procera
Cyrtandra procera là một loài thực vật có hoa trong họ Tai voi. Loài này được Hillebr. mô tả khoa học đầu tiên năm 1888.